# 角質溝鰕虎
角質溝鰕虎（学名：Oxyurichthys cornutus），又名角質溝鰕虎魚，为背眼鰕虎科溝鰕虎魚屬下的一个种。

## 扩展阅读
- 維基物種上的相關：角質溝鰕虎